# 宝厳寺
宝厳寺（ほうごんじ）は、滋賀県長浜市の竹生島にある真言宗豊山派の寺院。山号は巌金山（がんこんさん）。本尊は大弁才天。観音堂は西国三十三所第30番札所で、本尊の千手観世音菩薩は俗に竹生島観音とも呼ばれる。観音霊場であるとともに弁才天信仰の聖地でもあり、日本三大弁天の1つにも数えられる。他の2つは広島県廿日市市大願寺、神奈川県藤沢市江島神社（旧称：金亀山与願寺）。
本尊真言（千手観音）
おん ばざら たらま きりく
ご詠歌
月も日も波間に浮かぶ竹生島（ちくぶしま） 船に宝を積むここちして
そのかみはいくよ経ぬらん便（たより）をば 千年もここに松の尾の寺（「和讃詠歌 西国三十三箇所観音御詠歌」）

## 概要
琵琶湖の北端近くに浮かぶ竹生島に位置する。竹生島は周囲2km、面積0.14km2ほどの小島で、国の史跡・名勝に指定されている。南東部にある船着き場を除くと、ほぼ全周、急な断崖が連なる島は、宝厳寺と都久夫須麻神社（つくぶすま じんじゃ）の他にはみやげ物店が数軒あるだけで、文字通り信仰の島である。現在は宝厳寺と都久夫須麻神社という「寺」と「神社」に分かれているが、このように区別されたのは明治時代初期の神仏分離令以降であり、竹生島では平安時代から近世まで神仏習合の信仰が行われていた。寺の本堂である観音堂は直接、2本の渡り廊下で都久夫須麻神社の本殿と結ばれ、両者がもともと不可分の関係にあることを示す。

## 歴史
当寺は奈良時代に行基によって開創されたとされている。行基は出身地の河内国大鳥郡（後に和泉国として分立。現・大阪府堺市西区）を中心に多くの寺を建て、架橋、治水灌漑などの社会事業にも尽くし、民衆の絶大な支持を得ていたとされる僧である。近畿一円に行基開創を伝える寺院は多い。当寺の寺伝によれば、神亀元年（724年）に聖武天皇の夢枕に天照皇大神が立ち「江州の湖中に小島がある。その島は弁才天の聖地であるから、寺院を建立せよ。そうすれば国家泰平、五穀豊穣、万民豊楽となるであろう」というお告げを受けた。天皇は行基に勅命を下し、竹生島を訪れさせて浅井姫命（あざいひめのみこと）を祭神とする都久夫須麻神社に大弁才天像を祀ったという。これが当寺の起源とされている。行基は翌神亀2年（725年）には観音堂の建立を発案し、後年、その遺志を継いだ近江国浅井郡の大領が千手観音像を安置したという。
しかし、承平元年（931年）成立の『竹生島縁起』には、行基の来島は天平10年（738年）で小堂を建てて四天王を祀ったのが当寺の始まりであるとしている。同縁起によれば、天平勝宝5年（753年）に近江国浅井郡大領の浅井直馬養（あざいのあたいうまかい）という人物が、千手観音像を造立して安置したとある。
当初は寺名を本業寺（ほんごうじ）といい東大寺の支配下にあったが、平安時代前期、10世紀頃から近江国の他の多くの寺院同様比叡山延暦寺の傘下に入り天台寺院となった。以降島は天台宗の僧の修行の場となった。
境内の隣にあった都久夫須麻神社は延喜式神名帳にある通り、浅井姫命を祭神とする近江国浅井郡の神社であったが、浅井姫命は浅井氏の氏神ともいわれ、湖水を支配する水の神ともいわれることから、平安時代末期頃にはこの神は仏教の水の神である弁才天（元来はインド起源の河神）と同一視されるようになっていくと、ついには弁才天と同一とされる市杵島比売命も祀られるようになり、神仏習合が進んで都久夫須麻神社は当寺と一体化していった。本尊大弁才天像を祀る当寺の本堂が、現在は都久夫須麻神社の本殿となっている建物であることからもわかるように、寺と神社の区別はなくなっていき、ついには寺名と社名も合わさって竹生島大神宮寺や竹生島権現などと呼ばれ、観音と弁才天信仰の島として栄えた。後には宝厳寺とも呼ばれるようになった。
中世以降は貞永元年（1232年）や享徳3年（1454年）に大火があって社殿が焼失したが、その都度、復興している。永禄元年（1558年）にも大火が起きて社殿が焼失したが、慶長7年（1602年）に豊臣秀頼が片桐且元に命じて伽藍を復興している。
豊臣の治世に復興されたのが唐門（国宝）、唐門（重要文化財）、渡り廊下（重要文化財）、その渡り廊下と繋がる本堂（現・都久夫須麻神社本殿、国宝）である。唐門は豊国廟の唐門を再移築してあり、本堂（現・都久夫須麻神社本殿）は豊国廟から、あるいは伏見城の日暮御殿もしくは勅使殿から移したとされる。
江戸時代になっても当寺は弁才天信仰と西国三十三所観音霊場の札所として大いに賑わったが、明治時代に神仏分離令が出されると、時の政府は本堂である弁才天堂を平安時代の『延喜式』に見える「都久夫須麻神社」という社名に変更することを強要し、1871年（明治4年）には大津県庁より仏教寺院として宝厳寺は廃寺するように命じられ危機を迎える。しかし、寺側は大弁才天は神道の神ではなく仏教の仏であると主張して譲らなかった。結局、竹生島の信仰施設は宝厳寺と都久夫須麻神社に分離することになり、1874年（明治7年）に「寺」と「神社」の境界が決まると、当寺の本堂であった建物は都久夫須麻神社の本殿となった。所有財産は寺と神社それぞれに分けた1883年（明治16年）以降、今日までそれぞれの管理下にある。
寺社の分離以来、本堂がなかった宝厳寺であるが、太平洋戦争中の1942年（昭和17年）に現在の本堂が建立され、再び本尊大弁才天が祀られた。
2013年（平成25年）4月から2020年（令和2年）3月にかけて滋賀県による唐門・観音堂・渡廊（高屋根・低屋根舟廊下）の全体修理が行われ、木材部は1935年以来85年ぶりに塗装をやり直し、漆塗りは傷みが激しいひなたの部分をほぼ全て塗り替え、彩色部分はレーザー測定で金や赤、青の顔料の色目を割り出して開基当時の模様を彩った。
　県は修理に伴って実施した調査で、唐門と観音堂、渡廊が元々は一体の建造物だった可能性が極めて高いことが分かったと発表した。４棟は豊臣秀吉が大阪城に建立した「極楽橋」が京都を経て、竹生島に移築されたと伝えられている。。その規模の修理は1946年（昭和21年）以来で、修復内容は以下を含む。
- 檜皮葺の全面葺き替え
- 彫刻などの彩色修理
- 漆の塗り直し
- 飾り金具の鍍金など。

## 境内
本堂（弁才天堂）
寺内最大の建物であり、船着き場から石段を真っ直ぐに上りきった高台に建ち本尊の大弁才天像を祀る。
- 大弁才天像は1942年（昭和17年）に平安時代様式で新しく彫った。「日本三弁才天」の一つに数えられ元の像の建立は3体のうち最も古い。広島県廿日市市大願寺、神奈川県藤沢市江島神社（旧名・金亀山与願寺）と並び称され、当寺のみ「大弁才天」と称える由来である[2]。
- 荒井寛方「諸天神の図」（正面壁画）
- 同「飛天の図」（側面壁画）

以下に施設を50音順に列記する。
雨宝堂
神仏習合の両部神道における神として天照皇大神が地上に降り立った時の姿を写した雨宝童子を祀っている。
観音奉安殿
西国三十三所観音霊場のそれぞれの札所の本尊を模した33体の観音像を祀る。
月定院
行尋坊天狗堂
五重石塔（重要文化財）
鎌倉時代後期。
黒龍堂
八大竜王のうちの黒龍を祀る。1970年（昭和45年）建立。
護摩堂
三重塔
本堂の向かいに建つ。近世に焼失して以降、長年を経て2000年（平成12年）5月に再建された。
三龍堂
瑞祥水
2002年（平成14年）11月に掘られた霊泉。本尊の大弁才天よりご託宣があり、井戸の位置はここを選んだという。
鐘楼
本坊の隣り。
宝物殿
1977年（昭和52年）築。
本坊
社務所を兼ねる。見学不可。
巳月館（みづきかん）
弁天信仰の縁日は巳の日である
妙音天堂
植栽
もちの木は、慶長7年（1602年）に片桐且元が植えたものとされる。

### 豊国廟から移築された建築群
唐門（国宝）は船着き場から急な石段を上り、途中で右に入った位置に建ち、観音堂に接続している。極彩色の彫刻と飾金具をあしらった華麗な門で、安土桃山時代の建築の雰囲気を伝えている。この門は慶長7年（1602年）に豊臣秀頼によって豊国廟の唐門（極楽門）を移築したと『梵舜日記』にみえる。
2006年（平成18年）にオーストリアのエッゲンベルク城で『大坂城図屏風』が発見され、そこに描かれた極楽橋の唐破風造の部分と特徴が一致した。この門はその橋すなわち現存する豊臣期大坂城の唯一の遺構という可能性が指摘される。
21世紀の大規模な修復工事は2013年（平成25年）から2020年（令和2年）にかけて、観音堂および渡廊2棟と共に行われ、往時の壮麗な外観が復元された。
観音堂（重要文化財）
西国三十三所観音霊場の第30番札所にあたり、本尊の千手観音立像（鎌倉時代の作）は秘仏である。開扉は原則として60年に1度とされ、近年の定期の開扉は1977年（昭和52年）、そのほか2000年以降に特別な開帳を複数回、催した。
建物は入母屋造檜皮葺きで、柱など木部は総漆塗り、天井画は菊、桐などの文様を極彩色で描く。豊臣秀頼が豊国廟から慶長7年（1602年）に移築したとされ、その痕跡は柱の床下部分まで漆塗りを施してあるなど各ヵ所に残る。傾斜地に建てるため、床下に長い柱を立てて支える懸造を採用する。
渡廊（低屋根、重要文化財）
観音堂と結ぶ屋根付きの廊下である。豊臣秀頼が慶長7年（1602年）に唐門と共に豊国廟から移した。「舟廊下」の通称は、秀吉の御座船「日本丸」の船櫓（ふなやぐら）の材を用いたという伝承に由来する。
渡廊（高屋根、重要文化財）
対となる低屋根の渡り廊下とともに、都久夫須麻神社本殿と結ぶ。来歴および通称は低屋根と同様。

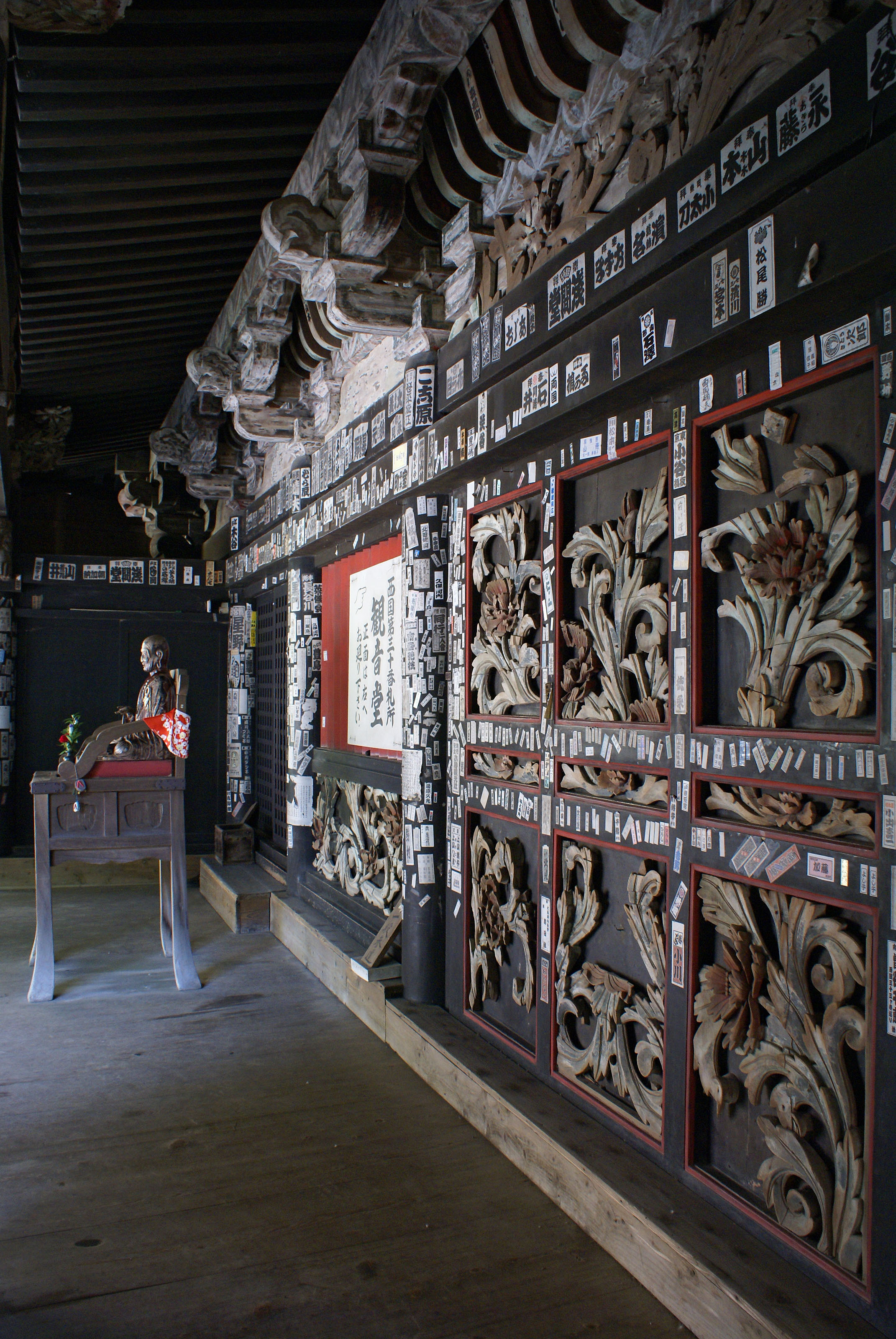
観音堂内部（重要文化財）
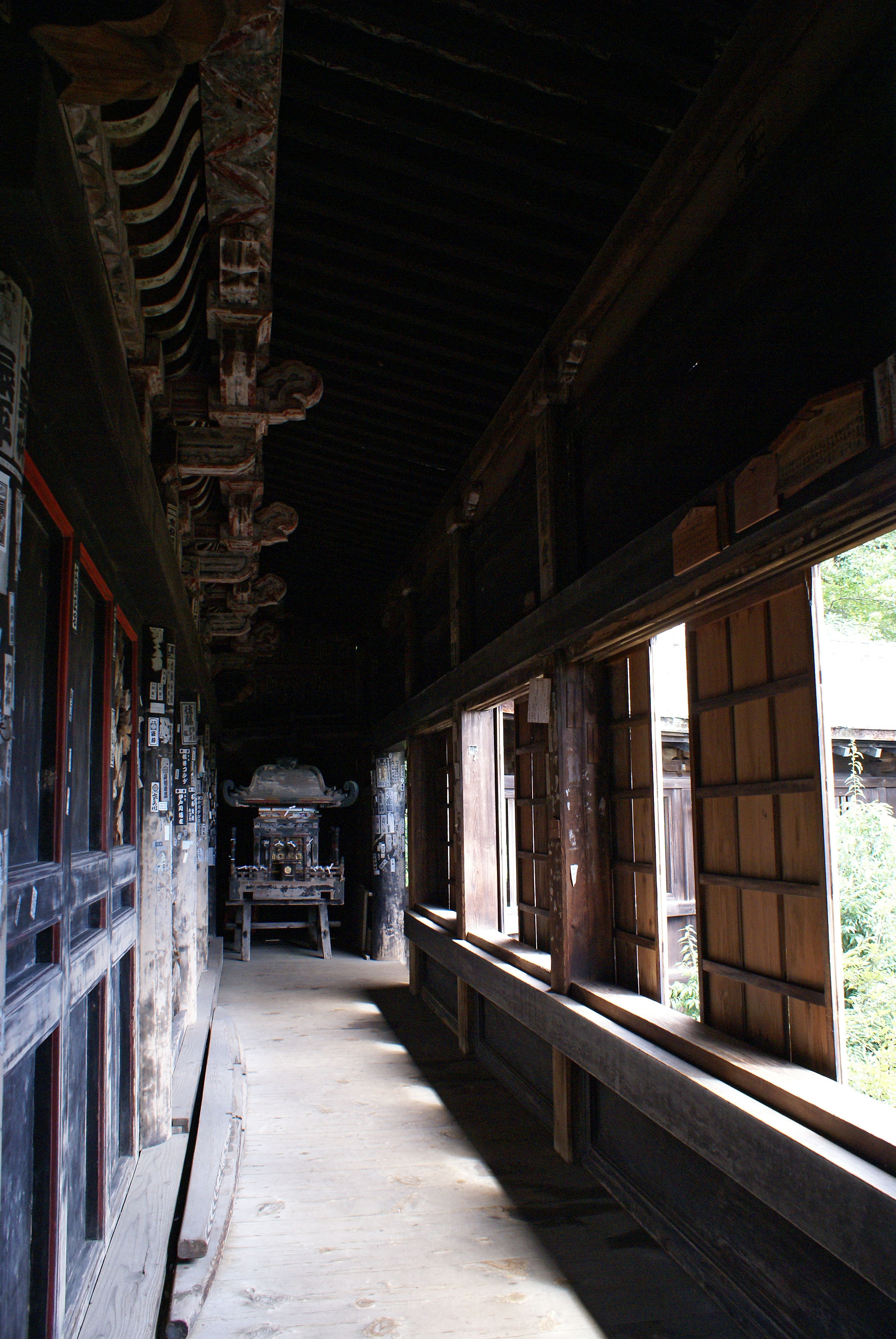
観音堂から渡廊へ（重要文化財）
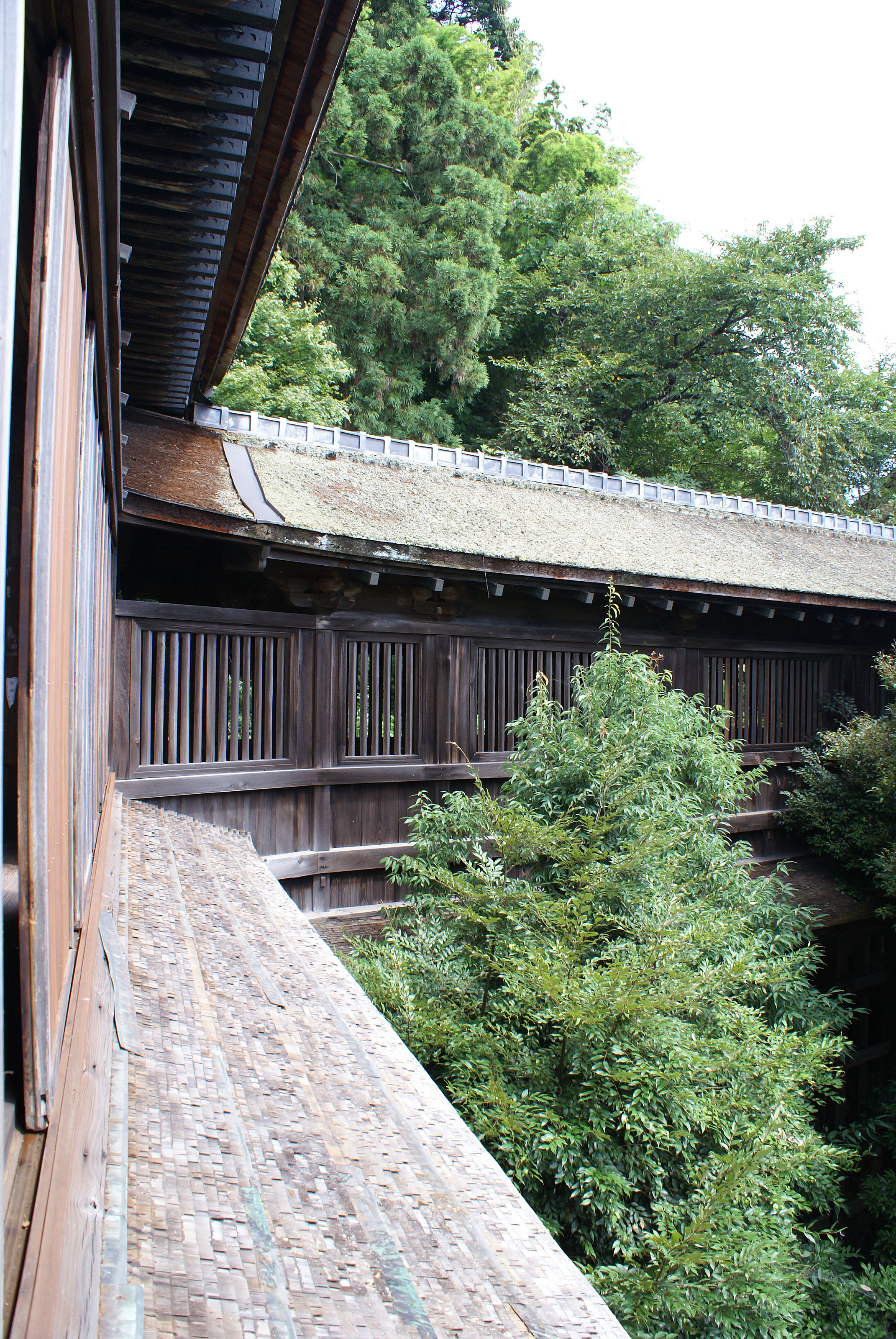
観音堂から舟廊下（低屋根）を望む
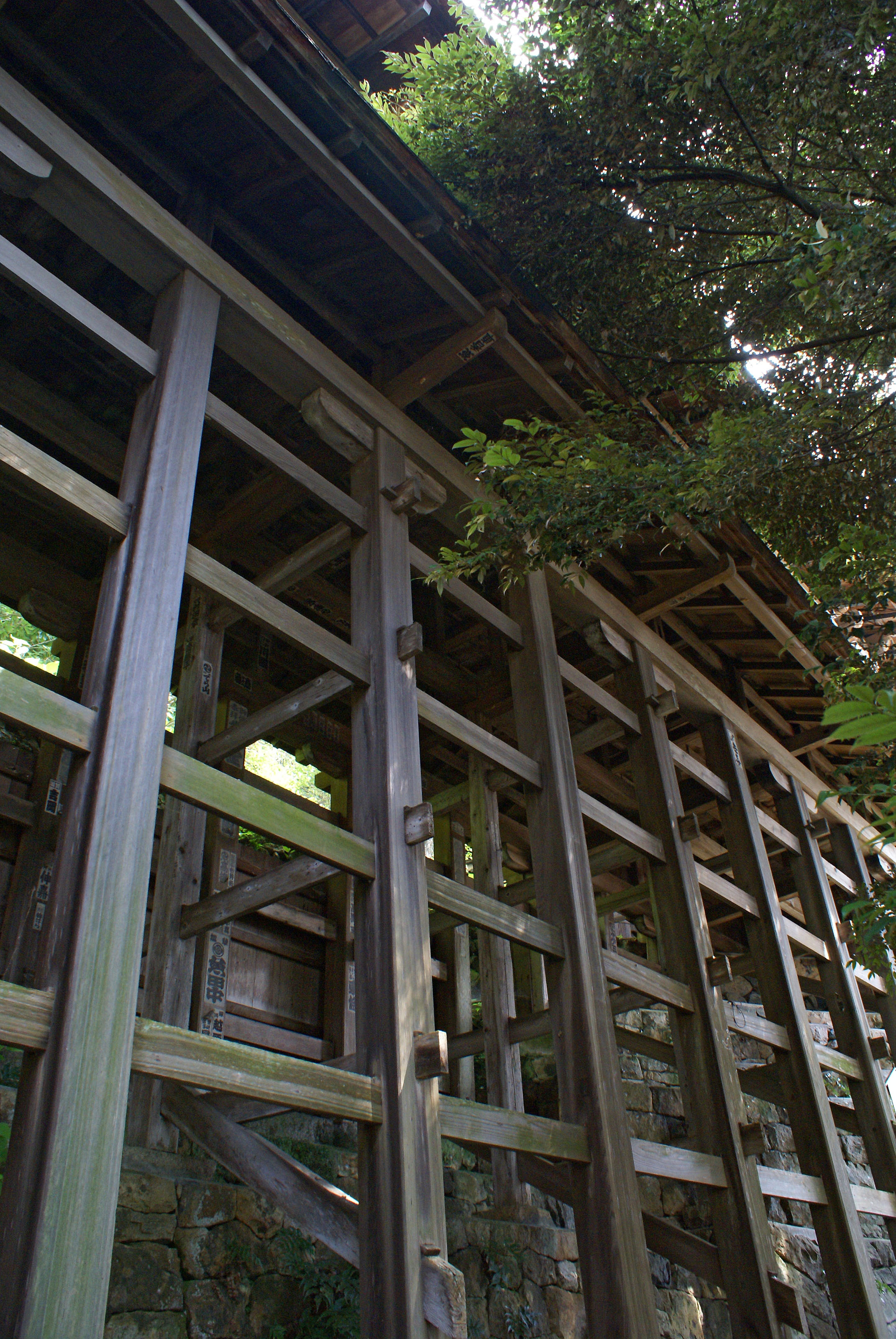
舟廊下の懸造
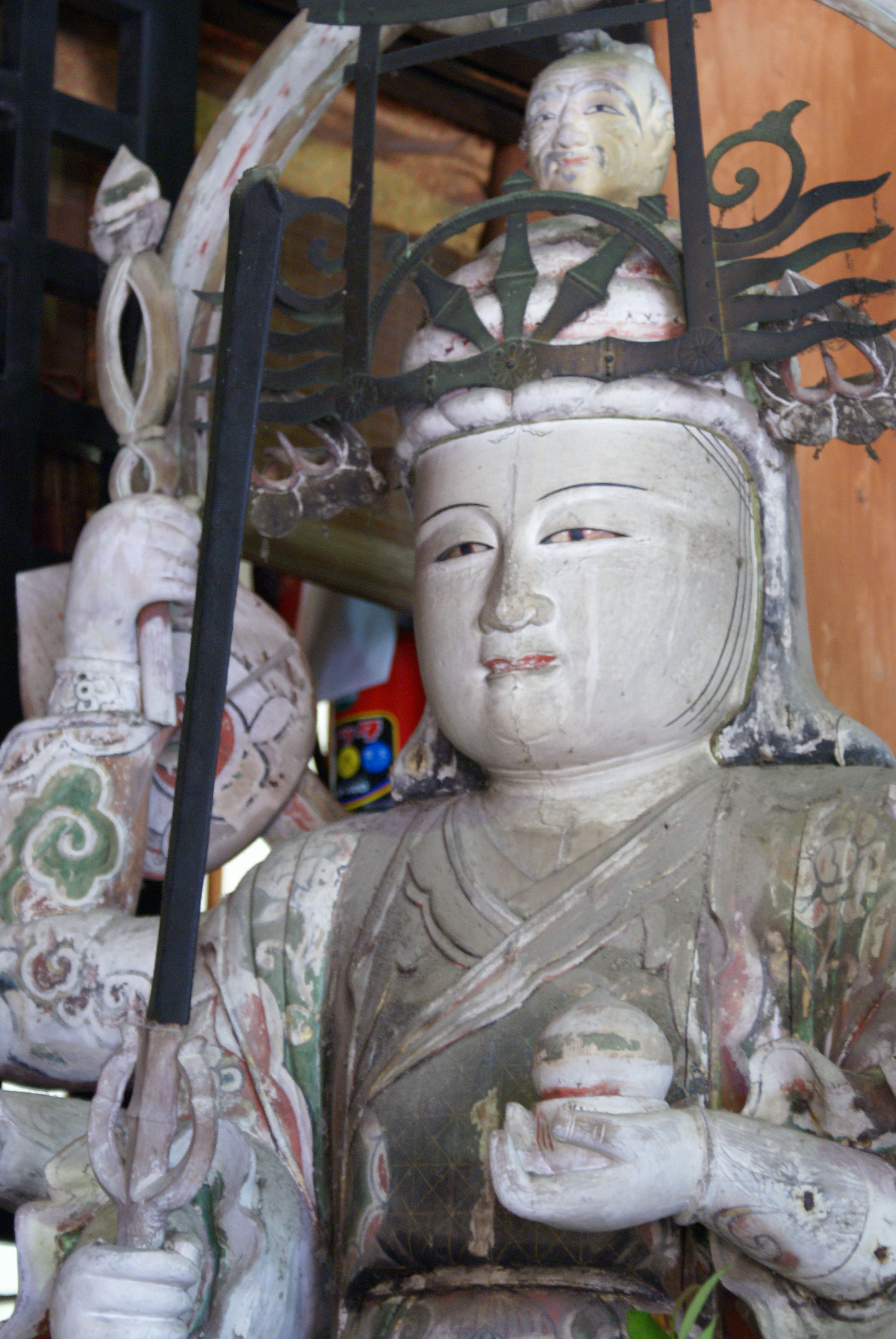
本堂後陣の弁才天像（アップ）
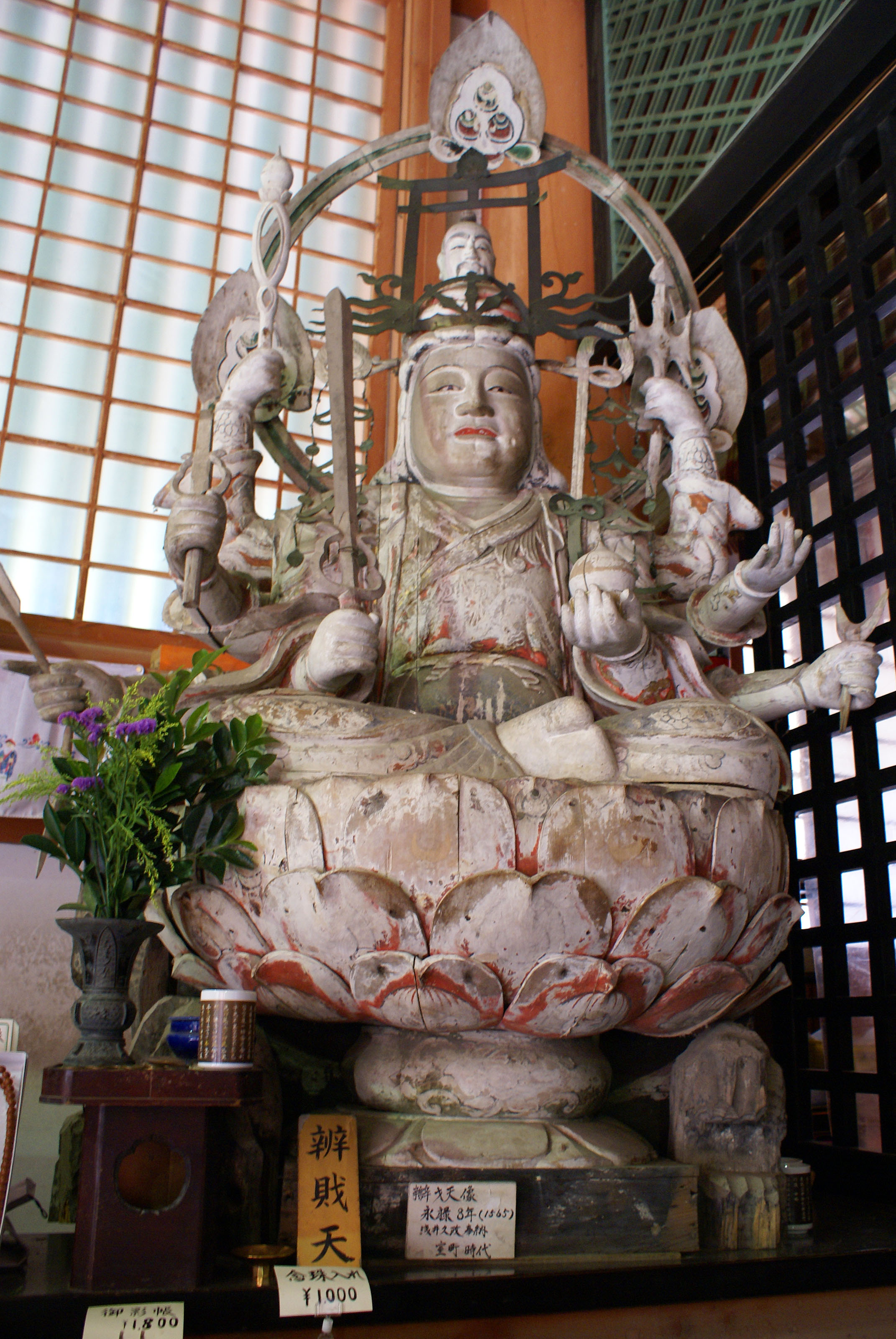
弁才天像には「永禄八年」（1565年）の銘がある（本堂後陣）
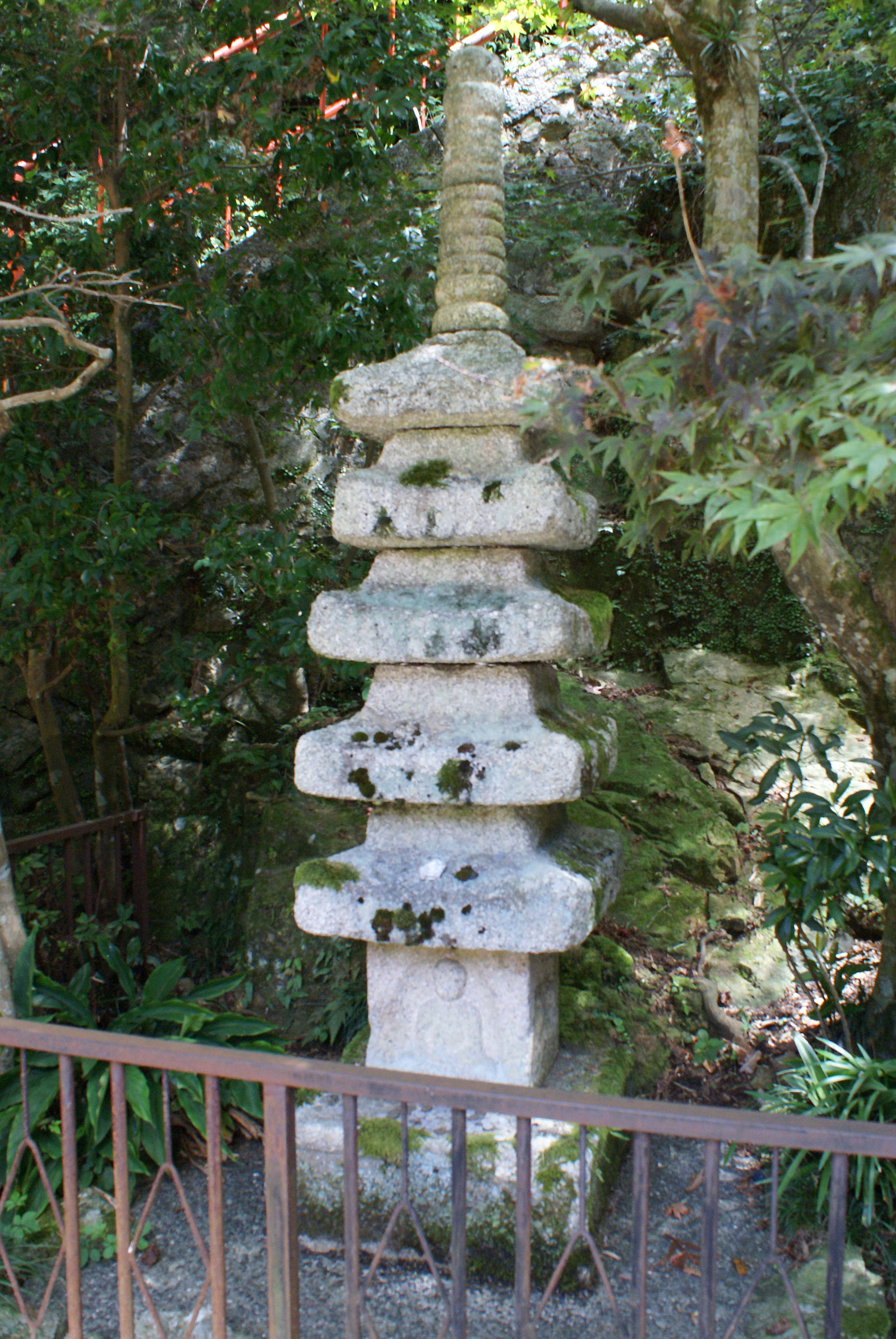
五重石塔（鎌倉時代、重要文化財）
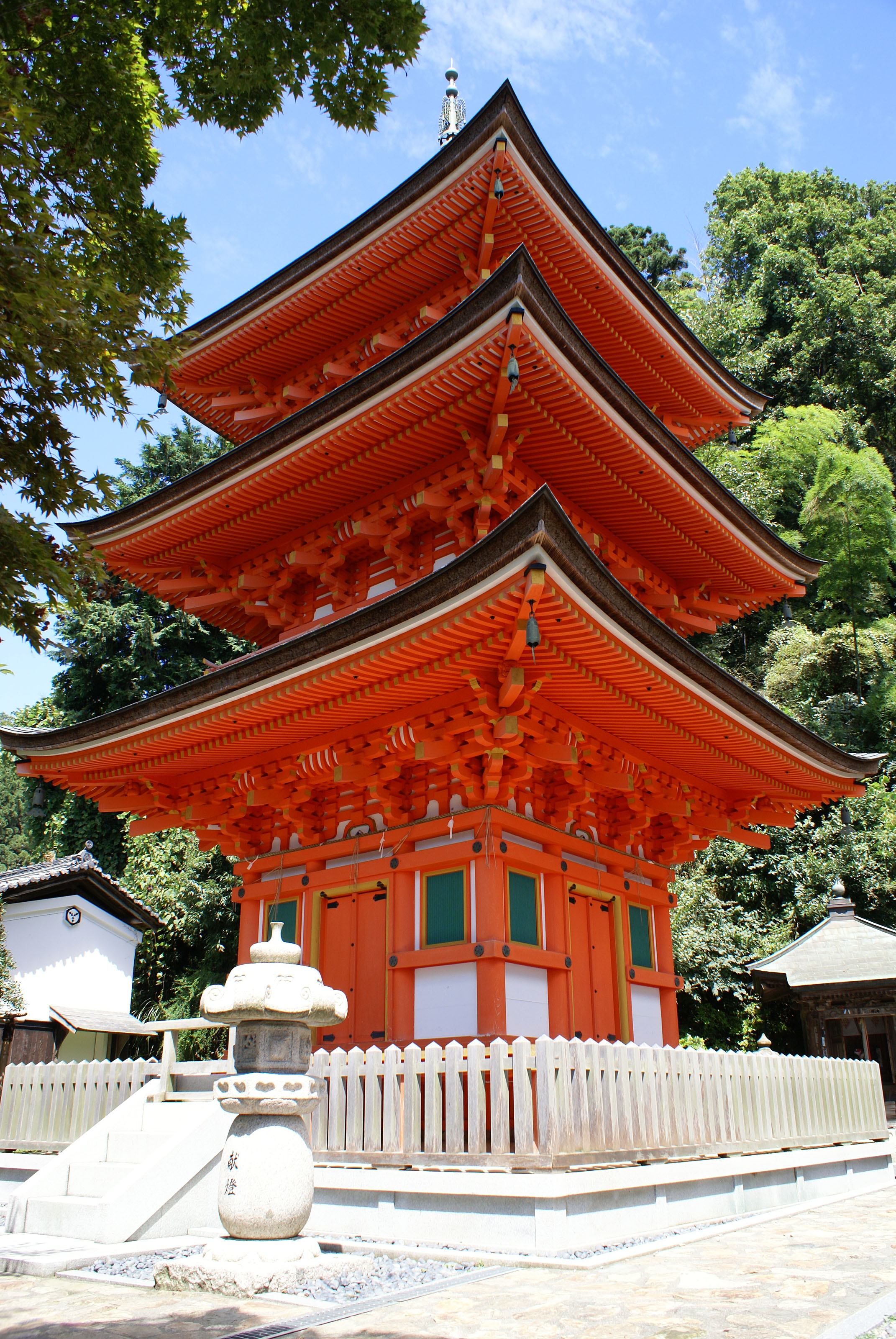
三重塔は2000年（平成12年）に再建
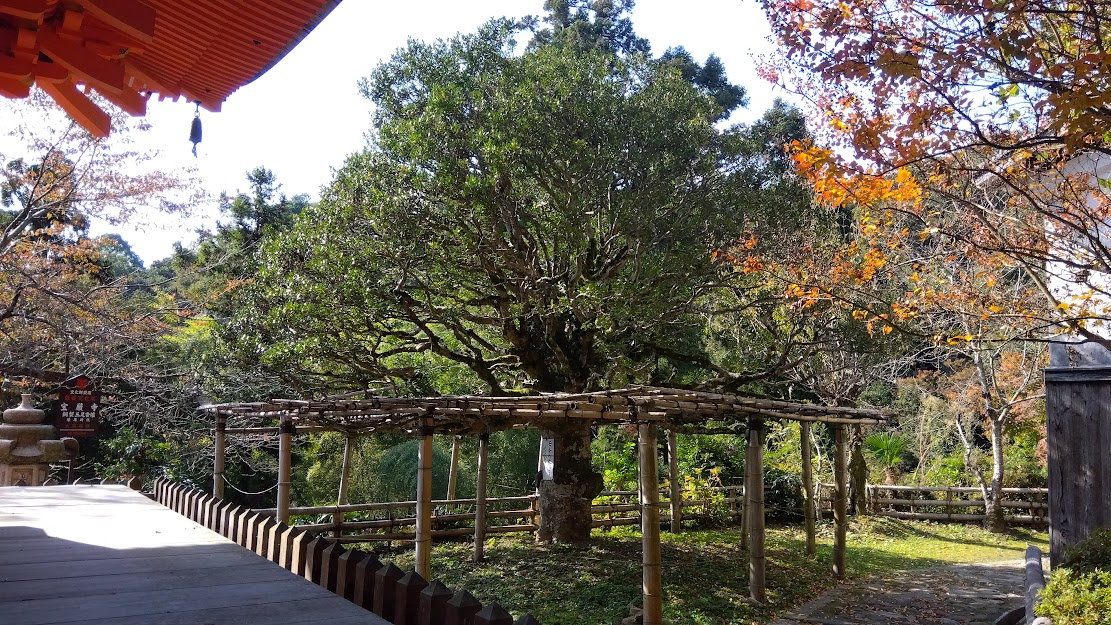
境内のサイカチの木

## 文化財

### 国宝
- 唐門[26] 附：棟札 1枚
- 法華経序品（じょほん）（竹生島経） – 金銀泥で草花、鳥などの下絵を描いた用紙に法華経を書写する。この種「装飾経」の早い時期の作例で、11世紀の作品。奈良国立博物館に寄託。

### 重要文化財
建造物
- 宝厳寺（建造物）3棟[注 3]
  - 観音堂[29]
  - 渡廊（低屋根 わたりろう ていやね）[31]
  - 渡廊（高屋根 わたりろう こうやね）[33]

石造品
- 石造五重塔[35]

金工品
- 毛抜形太刀〈無銘（伝藤原秀郷奉納）/〉附梨子地桐紋蒔絵鞘（指定：1950年08月29日）[注 4]
- 銅水瓶 弘安十一年銘
- 銅印（駿河倉印） 1顆

美術工芸品
- 絹本着色「十六羅漢図」[37]
- 絹本着色「釈迦三尊像」
- 絹本着色「如意輪観音像」[38][39][注 5]
- 絹本着色「阿弥陀来迎図」[41]
- 絹本着色「北斗九星像」[42]
- 刺繍「普賢十羅刹女図」額
- 刺繍「阿弥陀三尊来迎図」額

文書
- 「空海請来目録」、附：「観応元年卯月十日宗光寄進状」1巻
- 「法華経分別功徳品」1帖
- 「竹生島文書」（312件）[43][44]
  - 5巻、13幅、49冊、2帖、243通[45][注 6]

### 国の登録有形文化財
- 宝厳寺弁才天堂[46]

### 国の名勝・史跡
- 竹生島

### 滋賀県指定有形文化財
- 絹本着色弁才天像
- 木造不動明王坐像
- 大般若波羅蜜多経 550帖

### 長浜市指定有形文化財
- 木造弁才天坐像
- 木造聖観音立像
- 鰐口 1口

## 前後の札所
西国三十三所
29 松尾寺 – 30 宝厳寺 – 31 長命寺
江州三十三観音
16 宗正寺 – 17 宝厳寺 – 18 大澤寺
びわ湖百八霊場
43 勝安寺 知善院 – 44 宝厳寺 – 45 良疇寺
近江国びわ湖七福神（弁財天）
神仏霊場巡拝の道
137 長浜八幡宮 – 138 宝厳寺 – 139 観音正寺

## 所在地
- 滋賀県長浜市早崎町1664

## アクセス
鉄道でも車でも琵琶湖を渡るフェリーを利用。乗船券と入島料を納めて、寺に最寄りの竹生島港で下船し、島に入る。フェリーの運航ダイヤ（9:30–15:00＝琵琶湖汽船の最終便）は季節により変動がある。
拝観ならびに納経の受付は午前9時半から午後4時半。宝物殿は拝観料あり。
京都駅（JR-A31）– 今津港
- JR西日本 – 特急サンダーバード敦賀行 – 堅田駅 – 近江今津駅（33分）– 今津港
- JR東海道・山陽本線 – 各停近江今津行 – 湖西線（直通） – 近江今津駅（1時間5分）– 今津港

名古屋駅（CA68）– 米原駅（JR-A12）– 長浜港
- JR東海 東海道新幹線ひかり 新大阪行 – 米原駅（ID: JR-A12）北陸本線新快速 米原経由近江塩津行 – 長浜駅 – 徒歩（900 m、約12分）– 長浜港

名古屋駅（CA68） – 米原駅（JR-A12） – 彦根港
- JR東海道線特別快速 米原行 – 米原駅 東海道・山陽本線新快速 姫路行 – 彦根駅 – 徒歩（約3分）
  - （バス）彦根駅 彦根循環線 馬場郵便局前 – 5駅（バス）視覚障害者センター東口行 – 徒歩（550 m、約3分）– 彦根港（1時間17分）
  - 彦根駅 – 徒歩（2.5 km、約35分）– 彦根港（1時間52分）

大津駅 – 大津港
- 京阪大津線 びわ湖浜大津駅 – 徒歩約3分 – 大津港
- JR 大津駅 –
  - （バス）京阪バス、江若バス、近江鉄道バス –浜大津バス停（約5分）（下車）– 徒歩約3分 – 大津港
  - 大津駅 – 徒歩（約15分）– 大津港

フェリー
オーミマリン
- 彦根港から、約40分。
- （春季臨時便）海津大崎から、約25分。

琵琶湖汽船
定期運航は今津、長浜、びわ湖横断の3航路がある。
- 長浜港から、約30分[50]。
- 今津港から、約30分[50]。

予約制の食事付きクルーズは大津港発着。
- 大津港[51]発着、ぐるっとびわ湖島めぐり。湖上の4島をめぐる。

## 奉納アーティスト
- MICO MAI 絵画作品『Origin〜原点〜』2016年